# Шабозеро (Ленинградская область)
Шабозеро — озеро в Лодейнопольском районе Ленинградской области России, относится к бассейну реки Капша. Находится близ деревень Большие Коковичи и Малые Коковичи Алёховщинского сельского поселения.
Высота над уровнем моря — 123 м.
Соединено протокой с соседним озером Домашним. Название озера связывается с названием сига на кильдинском саамском языке.